# Harpacticus chelifer
Harpacticus chelifer är en kräftdjursart som först beskrevs av Otto Friedrich Müller 1785.  Harpacticus chelifer ingår i släktet Harpacticus och familjen Harpacticidae. Arten är reproducerande i Sverige. Inga underarter finns listade i Catalogue of Life.